# Michizane Sugawara
Michizane Sugawara (jap. 菅原 道真 Sugawara Michizane ; ur. 845, zm. 26 marca 903 w Dazaifu) – japoński polityk, dworzanin, poeta i kaligraf żyjący w okresie Heian. Z jego dzieł zachowały się dwa tomy poezji spisanej w języku chińskim oraz historia Japonii.

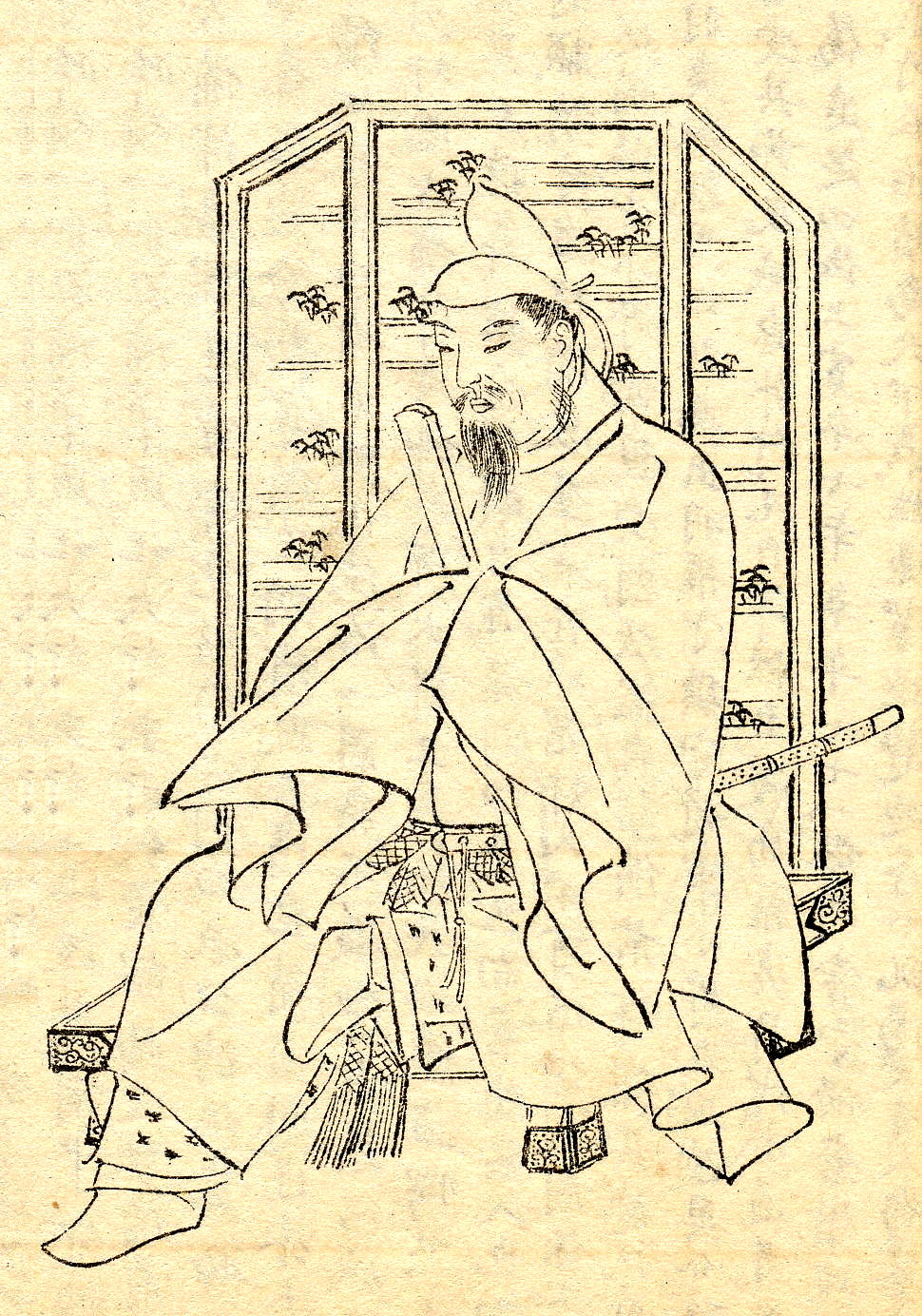
Portret Michizane Sugawary autorstwa Yōsai Kikuchiego

Pochodził z rodziny uczonych, pełniących funkcje akademickie i administracyjne na cesarskiej uczelni podległej Departamentowi ds. Nauki (Daigaku-ryō). Michizane został jej profesorem w 877 roku. W 886 roku został gubernatorem prowincji Sanuki na wyspie Sikoku. 4 lata później powrócił do Kioto. Zdobył sobie zaufanie cesarza Udy, który w 891 roku mianował go naczelnikiem cesarskiej kancelarii, a 6 lat później awansował na członka Wielkiej Rady Stanu na stanowisku zastępcy wielkiego radcy. W 899 roku został ministrem prawej strony (右大臣, udaijin). 
W 894 roku odmówił udania się z misją dyplomatyczną na dwór Tangów i przekonał cesarza o bezcelowości wysyłania takich poselstw, co doprowadziło do czasowego zerwania kontaktów dyplomatycznych między Japonią i Chinami. Prawdopodobnie krok ten był spowodowany obawą przed utratą dotychczasowej pozycji na rzecz rosnącego w siłę rodu Fujiwara. Istotnie za sprawą fujiwarowskich intryg w 901 roku Michizane został oskarżony o zdradę stanu i zesłany do delegatury rządu w Dazaifu, na wyspę Kiusiu, gdzie dwa lata później zmarł.
Po śmierci Michizane Sugawary, na dwór cesarski i ród Fujiwara spadły liczne klęski, co odczytywano jako mszczenie się jego ducha zza grobu. Chcąc obłaskawić zmarłego, w 923 roku zrehabilitowano go i przywrócono mu pośmiertnie wszystkie jego godności dworskie. Został także deifikowany jako bóg nauki, literatury i kaligrafii pod imieniem Tenman (天満; wym. Temman) lub Tenjin (天神). W Kioto wzniesiono poświęcony mu chram Kitano Tenman-gū (北野天満宮). Do dziś w całej Japonii znajduje się wiele chramów poświęconych Michizane Sugawarze, w których młodzież modli się przed egzaminami wstępnymi do szkół. Główne święto ubóstwionego Michizane obchodzone jest 25 lipca w chramie Tenman w Osace.